# 赵长愉
赵长愉（1951年—），辽宁桓仁人，满族，中华人民共和国政治人物、第十一届全国人民代表大会辽宁地区代表。
毕业于中央党校经济管理专业。加入中共，担任中共本溪市委常委、市纪委书记。2008年起担任全国人大代表。